# Битка при Термопилите
Вижте пояснителната страница за други значения на Битка при Термопилите.
Битката при Термопилите е сражението, с което започва Втората гръко-персийска война. По съвременни изследвания и анализ на археологически първоизточници битката на Термопилите се води от 11 до 13 август 480 пр.н.е. След тридневна офанзива нашественическата персийска армия надделява над силите на защитниците и проходът пада. Самоотверженото поведение и тактиката на защитниците на Термопилите често се използват като пример за доброто използване на терена и съоръженията (както и добрата лична военна подготовка) като фактори, помагащи на малобройна част да удържи натиска на многократно превъзхождащи я сили и е станало символ на кураж срещу изключително надмощие на противника.

## Извори за битката
Битката при Термопилите е важно събитие в историята на Древна Гърция, което обаче не е отразено обстойно от съвременници, а разчитаме на разказите на Херодот (том втори, книга VІІ, глави 198 – 200: подготовката, а глави 201 – 242: същинското сражение, Диодор Сицилийски (книга ХІ, глава 5 – 11), донякъде на Плутарх (в „Живота на Темистокъл“ и в книгата му с есета „Моралия“) и Есхил (в пиесата му „Персите“). Единственият истински съвременник на конфликта е Есхил, който загубва брат си в битката при Саламин, но неговият интерес към историята е от гледната точка на драматург и в драмата „Персите“ засяга психологическите моменти на гръко-персийските войни през очите на „другия“ (т.е. на врага). Поради патриотичния патос на Херодот много по-късни историци гледат на числата в неговите „Истории“ като нереални (в най-добрия случай), но имайки най-подробно описание на битката, той и Диодор Сицилийски се смятат за първични извори. От Плутарх до нас е достигнала в книга с афоризми измежду другите крилати изрази на Леонид и фразата „Елате ги вземете“ (оръжията ни...), но и Плутарх е доста отдалечен от събитията автор.

## Предистория на битката
Милтиад Младши, героят от Първата гръко-персийска война, умира в немилост в Атина след една несполучлива експедиция срещу сепаратисткия остров Парос. Темистокъл е най-влиятелният политически водач; той вижда опасността и предвижда мерките, за да се справи с нея. По негов съвет народът решава извънредните доходи от сребърните мини в Лаврион да се предназначат за създаването на флота от 200 триери. Спарта, опираща се на древната си слава и на поддръжката на своите съюзници, застава начело на гръцките градове, решили да се борят дружно за свободата си. Сложен е край на междуособните войни. Преди войната те се съветват с оракула в Делфи и той им предсказва, че Спарта ще изгори или в замяна, земята ѝ трябва да плаче за загубата на един от царете си.

### Преговори
Непосредствено след акостирането на персийската флота и придвижването на персийските войски към Термопилите преди битката, Ксеркс изпраща пратеници до различните гръцки полиси, предлагайки на гърците възможността да се подчинят , което би спомогнало за избягване на военния конфликт и би им гарантирало благосклонността на владетеля. Много от северните области приемат предложението на Ксеркс и връщат „вода и земя“ в знак на покорство. Приемат го племената тесалийци, долопи, енианийци, переби, локридци, магнезийци, малийци, ахейците от Фтия и тиванци.. Така всички гръцки градове от границата на Тесалия до залива на Патра (без западните области – Епир, Етолия и Акарнания) се подчиняват на персите. Само Атика, Платея, Евбея, Коринт, някои от островите и по-голямата част от Пелопонес защитават независимостта си. Като пример на благосклонността на Ксеркс, военачалникът на Ксеркс, Хидарн, предлага на лакедемонците пратеници до гръцките държави, постове на сатрапи в бъдещите гръцки провинции на Персия като отплата за успеха им да подчинят на властта му гърците и спартанците. Пратениците отхвърлят с презрение предложението.  Докато северните територии прекланят глава пред Ксеркс и войската му, атиняни и пелопонесци, както и градовете помежду тях не се предават. Според традицията покоряващите се изпращат като отговор на завоевателя в знак на покорство символични земя и вода, които се прибират от усърдните персийски чиновници и се съхраняват в архива на империята. На пратеничеството на Ксеркс атиняните отвръщат като хвърлят емисарите му в една яма – да си вземат пръст. Спартанците по подобие на атиняните ги хвърлят в кладенец, с пожеланието да си изкопаят земя колкото им трябва и да си нагребат и вода. Убийството на пратеници е противно на тогавашните междудържавни традиции; поради това спартанците, без да ги принуждава някой, изпращат като отплата за стореното двама свои доброволци. Те със сигурност трябва да са знаели, че ще бъдат убити, но независимо от това отиват. Ксеркс обаче ги пощадява, като казва, ...че ако онези постъпват варварски не значи, че и ние трябва да направим същото и като показва истинско великодушие, ги изпраща да си вървят „по живо по здраво“, според част 134 – 137 от Историите на Херодот.
- Изображение на героя предводител на гръцките атински войски Темистокъл
- Героят от Маратон, Първата гръко-персийска война: Милтиад
- Атина и Спарта, иначе постоянно воюващи...
- ...си подават ръка срещу общия враг (карта на владенията на Спарта)
- Свещените хълмове на Делфи: обиталище на Аполоновия Делфийски оракул
- Силата на Атина била в бързо-маневрената ѝ флота от триери
- Остров Евбея, сниман от космоса
- Археологически разкопки на утайник покрай сребърните мини на Атина в Лаврион

### Конгресът в Коринт
Следващият път, когато Ксеркс отново изпраща посланици до гръцките държави, малко преди битката на Термопилите, по явни причини не изпраща до Атина и Спарта. Около тези две водещи държави се присъединяват и други съюзници. В късното лято на 481 пр.н.е. в Коринт се събират делегати на всички съюзници. Така се създава коринтският конфедеративен съюз. Той има правомощия да изпраща посланици в търсене на външна подкрепа от съседите и да изпраща войскови части по стратегически отбранителни места след обща консултация. Херодот не формулира никакво конкретно или абстрактно име за този съюз, но го нарича простичко само οἱ Ἕλληνες (гърците) или „гърците, заклели се в съюзничество“ , или „взаимно свързалите се гърци“ Спарта и Атина имат водеща роля в този конгрес, но интересът на всяка една от градовете държави играе определена роля за оформяне на отбранителната стратегия. Много малко достига до нас за механизмите на работа в тази организация на гръцките държави или за това какво точно се дискутира на заседанията в Коринт, но със сигурност основната тема е персийската експанзия и нашествието по техните земи. От общо близо 700 гръцки градове едва една десета (или около 70) изпращат делегати.
- Край днешен Коринт: останки от древногръцки храмове от времето на коринтския конгрес
- Темпейската долина – първият избор на терен за сражение поради стратегическите теснини.
- Изображение на хоплити върху чернофигурна урна (в Лувъра в Париж)
- Гръцки конници от фасадата на Партенона в Британския музей, Лондон

#### Стратегията на гърците
Коринтският конгрес първо изпраща войска от 10 000 гърци в това число хоплити и конница в Темпейската долина, където смятали, че персите възнамеряват да преминат. Войската включва лакедемонци, предвождани от Еванет, непринадлежащ на спартанското царско семейство, и атиняни, водени от Темистокъл. Предупредени от Александър I Македонски, че долината може да се премине и отдругаде и че войската на Ксеркс е с голямо числено надмощие, гърците решават да не се опитват да ги спират там и бързо напускат така превърналата се в нестратегическа долина (внезапно с разкритието на обходните трасета).
След отказването от Темпейската долина обединените гърци решават, че следващият стратегически пункт за спиране напредването на персийските войски е проходът Термопили. Решават да ги укрепят като поправят старата оградна стена и да ги охраняват; за целта изпращат флота да заварди нос Артемизион (стратегическа морска теснина), поради факта че силите на Ксеркс се поддържат с провизии, доставяни по море. (По времето на битката при Термопилите при нос Артемизион също се провежда битка между двата флота, при която гърците отстъпват, но провалят персийския опит за подкрепа от морето). Освен това предотвратяват опита на персите да прекосят Малякския залив и да обградят гръцката армия. По думите на Джордж Гроут: „... окупирането на северната част на Евбейския проток било безценно за предотвратяването на проникването на персийските войски в тила на защитниците на Термопилите.“
Гръцката стратегия се потвърждава в една надгробна реч, прознесена от оратора Лизий по-сетне в същия век:
Но докато останалата част на Гърция показвала тези си наклонности [бел. на прев.: да се присъединят към персите], атиняните, от своя страна, отплавали с корабите си с ускорено темпо да осигурят стражата на Артемизия; докато спартанците и други от съюзниците им се отправили към Термопилите, смятайки, че теснината на терена ще им позволи да блокират успешно прохода.

## Дата на битката
Датата на битката е обект на дискусии и проучвания понеже няма сигурен източник от древността, който да позволили по-прецизна датировка на събитието. Има ред отметки в Историята на Херодот, които позволяват да се очертае един сравнително обширен период от 34 – 36 дни, през който са могли да станат сраженията. По-долу е поместена таблица с по-популярните дати, възприети от съвременните исторически среди. Също така се срещат и съвсем ранни непоместени в таблицата дати, (през месец юли), но това би било в разрез с повествованията на Херодот, Диодор и Есхил.
| ДАТА         | ИЗТОЧНИК            | КЪМ ИЗТОЧНИКА (източниците са на английски език) |
| ------------ | ------------------- | ------------------------------------------------ |
| 02 – 04.VIII | Чарлз Хигнет, 1963  | Инвазията на Ксеркс в Гърция                     |
| 11 – 13.VIII | Джон Лазенби, 1993  | Защитата на Гърция                               |
| 18 – 20.VIII | Питър Грийн, 1996   | Ксеркс при Саламин                               |
| 18 – 20.VIII | Ърни Брадфърд, 1980 | Годината на Термопилите                          |
| 19 – 21.VIII | Филип Стийл, 1993   | Термопилите                                      |
| 20 – 22.VIII | Филип Стийл, 1995   | Термопилите                                      |
| -СЕПТЕМВРИ - | А. Бърн, 1984       | Персийските войни                                |

## Сили на войските
„Ако преди 10 г. Дарий изпратил просто една вълна, то Ксеркс водил океан!“ – така Херодот сравнява в размер тази експедиция с предишната. В същото време войските на Ксеркс, събрани в Северозападна Мала Азия, започват да преминават Хелеспонта в началото на месец юни 480 пр.н.е., като използват понтонни мостове. Тези войски са събрани в продължение на 4 години „от всички краища на познатия свят“ измежду стотиците народи в пределите на персийските владения. Отнема повече от 6 дни на всичките им войски да преминат в Европа. Този път царят на Персия е решен да не повтаря грешката на баща си. Никакви средства не се спестяват; цялата мощ на най-великата империя в света се стоварва върху малката и разпокъсана Гърция. Флотата от 1200 кораба охранява сухопътните операции и подпомага снабдяването на войските, които наброяват към 400 000 редовна войска, 600 000 наемници и роби и около 100 000 от личната гвардия на царя бог, а според Херодот били 2 милиона и половина без подкрепленията, а Симонид споменава дори 4 милиона. „Те били толкова многочислени, че разклащали земята с маршируването си, изпивали реките до пресушаване, а когато лагерували през нощта, огньовете им били повече от звездите на небето!“. Без съмнение това е най-голямата войска, която светът трябва да е виждал до този момент.
По думите на Херодот на полесражението се бият 7000 гърци и 5 млн. перси, което по съвременни пресмятания се приема да е силно преувеличен брой и болшинството съвременни историци се спират на 100 – 200 хиляди. Херодот в тези 5 милиона включва флота и помощните войски, но независимо оттова, ако се погледне на факта, че през 1820 г. Османската империя в апогея на териториалното си господство обхваща земи на три континента и едва 28 500 000 поданици, такава петмилионна армия на Ксеркс изглежда би предизвикала тотално опразване на Мала Азия и целия Балкански полуостров и пак едва ли би се събрала в тази си численост.
| „                                           | Как можем да стигнем до по-точен, по-реалистичен брой? Едно много простичко решение е било предлагано. То е да приемем, че гърците постоянно „умножавали по 10“ персийската „х_и_л_и_а_д_a“ (бел. прев.: оттам произлиза хиляда), която е военна единица от 1000 души, като са я представяли за „мириада“, единица от 10 000 (души); следователно трябва да се раздели броят на персийските войски на десет. Това би дало за броя на нападателите пехотинци сто и седемдесет хиляди души. Но дори и това е прекалено голямо число за армия, като се имат предвид неизбежните логистични проблеми, доставки на провизии и командуване. Други решения трябва да се търсят. Ориенталските военни архиви са били изцяло фалшифицирани, що се отнася до брой на войските; доказателство за това е, че Херодот прави извадки за числеността на персийската войска от персийски официални надписи за походите срещу скитите, където е указана невероятната численост от 700 хиляди воини. | “ |
| професор Ливио Стечини, „Персийските войни“ | |   |

Според Ливио Стечини „...на увлекателния разказвач Херодот комай е присъщ похватът на съвременните кинематографи, които смесват реалните факти с измислени сценарии, за да постигнат желания реалистичен, но квазиистинен ефект...“
| численост      | източник                   | препратка към източника                        |
| -------------- | -------------------------- | ---------------------------------------------- |
| 40 000         | Роберт Коен, 1934          | Гърция и елинизацията на античния свят (фр.)   |
| 40 000         | Роберт фон Фишер, 1951     | Проблеми в числата на персийските войни (нем.) |
| 55 000         | Ханс Делбрюк, 1920         | История на военното изкуство (нем.)            |
| 60 000         | У. Тарн. 1908              | Флотата на Ксеркс (англ.)                      |
| 90 000         | Ернст Обст, 1914           | Обозът на Ксеркс (нем.)                        |
| 90 000         | Гобино, 1902               | История на персите (фр.)                       |
| 90 000         | Мекън, 1908                | Херодот. Книга VII, VIII и IX (англ.)          |
| 90 000         | Мънро, 1926                | Антична история. Кеймбридж (англ.)             |
| 75 000 100 000 | Джон Лий, 2006             | Универитетски сайт на проф. Лий (англ.)        |
| 100 000        | Едуард Майер, 1944         | История на Древността (нем.)                   |
| 100 000        | Де Санктис, 1925           | Rivista di Filologia, 1925 (итал.)             |
| 100 000        | Улрих Вилкен, 1962         | История на Гърция (нем.)                       |
| 100 000        | Хелмут Берве, 1901         | История на Древността (нем.)                   |
| < 170 000      | Стечини, 2006-08           | Персийските войни (англ.)                      |
| 180 000        | Бери, 1963                 | История на Гърция (англ.)                      |
| 190 000        | Бери, 1963                 | Древногръцките историци (англ.)                |
| 300 000        | Джулио Джианели, 1961      | Трактат върху историята на Гърция (ит.)        |
| 2 317 610      | Херодот, около 420 пр.н.е. | История на Херодот, кн. 7, 184.                |

| Принадлежност на воините | брой на воините                              | брой на воините                            |
| Принадлежност на воините | Херодот                                      | Диодор Сицилийски                          |
| спартанци                | 300                                          | 300                                        |
| лакедемонци              | 900                                          | 1000 (със спартанците?)                    |
| спартански илоти         | 900                                          | .                                          |
| мантинейци               | 500                                          | 3000 други пелопонесци, изпратени с Леонид |
| тегейци                  | 500                                          | 3000 други пелопонесци, изпратени с Леонид |
| орхоменски аркадци       | 120                                          | 3000 други пелопонесци, изпратени с Леонид |
| други аркадийци          | 1.000                                        | 3000 други пелопонесци, изпратени с Леонид |
| коринтяни                | 400                                          | 3000 други пелопонесци, изпратени с Леонид |
| флиосци                  | 200                                          | 3000 други пелопонесци, изпратени с Леонид |
| микенци                  | 80                                           | 3000 други пелопонесци, изпратени с Леонид |
| Общо от Пелопонес        | 3100 или 4000                                | 4000 или 4300                              |
| теспийци                 | 700                                          | .                                          |
| трахинци                 | .                                            | 1000                                       |
| тиванци                  | 400                                          | 400                                        |
| фокидци                  | 1000                                         | 1000                                       |
| опунтски локридци        | „всичките, които имаха“                      | 1000                                       |
| Общо гръцки воини        | 5200 (или 6100) заедно с опунтските локридци | 7400 (или 7700)                            |

## Битката

### Пристигане
Спарта позволява на Леонид да вземе само 300 мъже, които вече имат наследници, за да продължат рода им. И така се отправили към мястото на първата сухопътна битка за последната гръко-персийска война при Термопилите, теснина между морето и планинската верига Калидромо, през която всяка войска, движеща се от Тракия към Пелопонес по необходимост трябва да премине. За изненада на персите, проходът е окупиран само от няколкостотин гърци (като в това число не влизат илотите и съюзниците), начело на които били 300 спартанци водени от цар Леонид. Тристата (300) мъже са само личната стража на царя, тъй като армията на Спарта остава в града, съгласно закона, за да почете празника Карнея. Като пристигат на мястото на битката четири дни изминават за персите в чакане, a за спартанците и подсилване на старото укрепление – стена простряна напречно на прохода, способна само да затрудни, но не и да спре един многочислен противник. Демарат (изгонен цар на Спарта и дезертьор в лагера на персите) предупреждава Ксеркс, че спартанците ще се бият без значение със или без подкрепления. Великият цар не вярва, че толкова малка войска би се изправила срещу него и чака те да се разпръснат. На четвъртия ден персийски разузнавателен отряд оглежда противника и приготовленията му за битка. При връщането на разузнавателния отряд Ксеркс изпраща да доведат гръка Демарат, син на Аристон, който потвърждава пред Ксеркс, че поведението, описано от съгледвачите, значи само едно – спартанците се готвят за бой. Търпението на Ксеркс се изчерпва.

### Първи ден
Първият ден от битката според персийския историк Ктезий започва с изпращането на 10-хилядна мидийска войска под водачеството на пълководеца Артабан. Спартанците формират фаланга, причаквайки мидийците в тесния проход между скалите. Те отблъскват нападението и ги избутват в морето. Като резултат всички мидийци са убити, без нито един от гърците (според Херодот) да е ранен. Ктесий е по-реален като споменава за двама или трима убити спартанци. Една след друга последвалите техни нападения са отблъснати. Ксеркс изпраща, пак според Ктесий 20-хилядна войска, чието нападение не е по-успешно от тази на корпуса на Артабан. В тесния проход броят на нападателите е без значение, тъй като не могат да се разгърнат или обходят защитниците, а бойните умения са на страната на спартанците, които тренират през целия си живот за битки, докато повечето от противниците им са необучени роби, пратени насила без добра подготовка, опит или желание. Спартанците са и по-добре въоръжени: триметрови копия, бронзови доспехи и щитове, които се застъпват, оформяйки непробиваема стена. Персийската военна традиция разчита на стрелци и конници, които в равнините са полезни, но не и тук; наличната им сила била лека пехота с по-къси копия, леки плетени щитове, които не спират копия, и почти липсваща броня, запазена само за елита. Така гръцката формация е непреодолима в челните нападения.
Персите изпращат пратеник да се споразумее с Леонид. Предлагат му богатства и поста сатрап на Гърция. По думите на Херодот той отвръща, че предпочита да умре за братята си пред това да им бъде тиран. На предложението на персите да си хвърлят оръжията гърците отвръщат с думите: Молон лабе – „Елате и ги вземете“. Друг посланик предупреждава спартанците, че техните стрели ще са толкова многобройни, че ще закрият слънцето. Получава отговор от спартанеца Диенекий (Διηνέκης): „Добре, тогава ще се бием на сянка“. По това време известяват Леонид I, че Съветът на Спарта е взел тайно решение да защитава само Пелопонес. Той обаче решава да остане и да брани цяла Гърция. Срещу 300-те спартанци се изправят войници от Либия до Индия, от Тракия до Арабия: пехотинци, стрелци, конници, колесници и слонове.

### Втори ден
Разгневен от това поражение през първия ден, Ксеркс изпраща на сутринта на втория ден първо 20-хилядна войска, а според Ктесий 50-хилядна войска, измежду които и „Безсмъртните“ – 10-хиляден елитен корпус, предвождан от Хидарн, негова лична охрана и съставен от воините, смятани за най-добрите от всички персийски воини. Тяхното прозвище идва от това, че броят им винаги е запазван 10 000, поради постоянно попълване местата на убитите. Ксеркс възлага на тях всичките си надежди за светкавична победа. Призори, след утринните жертвени излияния (Херодот), войските на Ксеркс щурмуват, решени да завземат прохода. Защитниците на прохода посрещат и в този ден със смъртоносни удари нападателите и обръщат в бяг ранените, но живи перси. Дори и „Безсмъртните“ се огъват и се разбягват, обезкуражавайки вече и другите. Въпреки че няколко десетки хиляди жертви е незначителна загуба за войска от 2 милиона, персите се деморализират. Никой вече няма волята да застане срещу защитниците. Войниците роби започват да се страхуват от копията на Леонид, повече отколкото от камшиците на Ксеркс. Положението не се подобрява за тях, защото избухва бунт в редиците им. Освен това съобщават на царя за избухването на въстание в Персия. Ксеркс сериозно се замисля да спре кампанията си и да се завърне откъдето е дошъл. Неочаквано събитие обръща хода на битката. Предателят Ефиалт от Трахина (а според Диодор Сицилийски – просто Трахиниецът без дори споменаване на името му) разкрива на персите тайната планинска пътека Анопея. Тази пътека пресича скалните откоси на едноименно възвишение Анопея от планината Калидромо и минава покрай планинския поток Асоп през планината, водейки в гръб на защитниците на прохода. Ксеркс възнаграждава Ефиалт със злато, колкото може да носи. През нощта на същия ден персийският военначалник Хидарн и половината от „Безсмъртните“ поемат по пътеката. Научавайки за това, царят на спартанците нарежда на всичките си съюзници да си вървят, а той остава със спартанците, съгласно законите на Спарта: „воинът се връща, носейки щита си или носен върху него“. В духа на епохата, Леонид се надява да бъде запомнен от другите със своята безстрашна саможертва далеч от дома, но не само за Спарта, а за цяла Гърция.

### Трети ден
Леонид I с неговите 300 спартанци и неколцина беотийци и теспийци остават да бранят прохода до края. Сутринта царят нарежда на войниците си да закусват с апетит, защото според неговите думи „... довечера ще вечеряме в Хадес!“ (лат.: prandete, Lacedaemonii, hodie apud infernos fortasse cenabimus – „закусвайте, спартанци, защото ще вечеряме в подземното царство.“). През това време персите, движейки се в тясна единична колона обхождат спартанците. Тук Херодот и Диодор се разминават. По думите на Диодор един персиец на име Тирастиад дезертира и предизвестява Леонид за плановете на Ксеркс и предателството на Ефиалт. Леонид решава да нападне пръв. Диодор описва нощно сражение, в което Леонид напада персите много рано на сутринта на третия ден и предизвиква суматоха и самоизбиване на обезумелите мидийци. Херодот рисува само едно нападение на персите върху спартанците, но през деня и в тил. При пристигането на персите, спартанците минават в разгънато настъпление с намерението да убият колкото се може повече противници. В сражението падат други двама от братята на Ксеркс, а той самият насмалко да бъде убит, както се наслаждавал на битката от колесницата си от другата страна на обходните сили. Още десетки хиляди перси падат; спартанците се бият „като демони“. След като всичките им копия се счупват, те изваждат мечовете си, а след като и те се счупват, започват да се бият с оръжията на убитите перси. Завръща се в битката, за да помогне на другите дори ослепелият спартанец Еврит, когото Леонид отпраща преди битката. Това, което изглеждало лесна победа на персите, се превръща в клане. Битката противно на очакванията на Ксеркс продължава с часове. В един момент, след като си пробил метри път през редиците на противника, Леонид достига близо до Ксеркс, но е повален от „дъжд от стрели“. Според Херодот той дори успява да рани царя бог с хвърленото си копие, доказвайки, че даже и той самият – владетел на света – може да кърви, и че не е повече от смъртен човек. Виждайки смъртта на Леонид, оцелелите спартанци започват епична борба за тялото на своя водач. Когато го вземат, те се оттеглят на близкия хълм. Оказват се заобиколени, но независимо от това те отново отхвърлят поредното предложение да се предадат. Тогава персите от дистанция ги засипват с градушка от стрели от всички страни, „почерняйки небето и превръщайки деня в нощ“ (Херодот и Диодор Сицилийски), докато нито един от гърците не остава на крак. След битката персите намират тялото на Леонид и го обезглавяват.

## Последствия и значение
Саможертвата на спартанците на Леонид въодушевява гърците за борба. Забавянето на персите при Термопилите дава време на Атина да евакуира жителите си на остров Саламин. Персите настъпват в Беотия и опожаряват Атика и град Атина. Извън града обаче ги чака офанзивата на съюзените гръцки по̀лиси (градове държави), водени от Еврибиад и Темистокъл. В морските теснини покрай бреговете на Саронския залив, между Пирея и Егина се провежда решителната морска битка край остров Саламин, завършила с разгром на персийската флота. Изплашеният за живота си Ксеркс напуска завинаги Гърция след Саламинската битка.
Гръцките воини укрепяват теснините на Коринтския провлак, за да предотвратят настъплението на персите в Пеолопонес. Около една година след битката при Термопилите, през 479 пр.н.е. в Платея (на север от Коринтския провлак) Спарта и съюзниците ѝ разгромяват останалите персийски ешелони; по думите на Херодот персите „наброявали стотици хиляди“. Там казват, че участва Аристодем – единственият останал жив от 300-те спартанци на Леонид (човекът, който разказал и историята на битката). Десетки години след това гърците се споразумяват с персите да върнат тялото на Леонид и да го погребат като герой, заедно с всички други загинали в защита на родината си. Тристате спартанци и Леонид са познати в цял свят като „символ на отчаяна смелост – в лицето на непосилно превъзходство на противника“. Образите им са намерили място в популярната култура, чрез филми, например: „300-те спартанци“ (1962 г.), „300“ (2007 г.) и други. В българската литература например Иван Вазов прибягва до алюзията със спартанците на Леонид в стиха „... кат шъпа спартанци под сганта на Ксеркса...“ в стихотворението си „Опълченците на Шипка“, описвайки така героичния подвиг на българските опълченци. По думите на историографите Леонид е най-известният от всички царе на Спарта. Още в античността подвигът на защитниците на прохода е увековечен от поета Симонид в епитафа, издълбан по-късно на плочата върху общия гроб на тези герои:
| „ | ...Ὦ ξεῖν', ἀγγέλλειν Λακεδαιμονίοις ὅτι τῇδε κείμεθα, τοῖς κείνων ῥήμασι πειθόμενοι... ...О ксей̀н, ангѐлейн лакедаймонѝойс хотѝ тѐде кей̀меθа той̀с кей̀нон рѐмаси пейθо̀меной... „...О, страннико, върви на вси спартанци разкажи, че тук покорни на законите им ний лежим...“ | “ |

Както сам се изразява „бащата на историята“ Херодот, описал подробно този етап от Гръко-персийските войни, тяхната саможертва се е превърнала във „вечен символ на великата защита на демокрацията срещу завоевателната агресия на източната тирания“.